# Enchanter (jeu vidéo)
Enchanter est un jeu vidéo de fiction interactive conçu par Marc Blank et Dave Lebling et publié par Infocom à partir de 1983. Le jeu se déroule dans le même univers de fantasy que Zork. Il est le premier volet de la trilogie Spellbreaker et est suivi de Sorcerer et de Spellbreaker. À sa sortie, le jeu est bien accueilli par les critiques, le magazines Computer Gaming World jugeant qu’il est excellent et au niveau des autres titres développés par Infocom. Le jeu s'est vendu à plus de 75 000 exemplaires entre 1983 et 1988.